# Альтера Груп
Альтера Груп — українська алкогольна компанія, створена у 2007 році. Виробничі потужності «Альтера Груп» розташовані на двох підприємствах: «Артемівському лікеро-горілчаному заводі» та «Харківському лікеро-горілчаному заводі». Компанія випускає продукцію під торговельними марками «PULSE» — створено для задоволення!", «Артемівська» — відроджена класика!", Артемівські бальзами, горілки та настоянки «Добірна» — тільки найкраще!", «Столична» та «Московська», «Білий налив — добрий звичай!».

## Керівництво
Генеральний директор — Жугін Олег Анатолійович.

## Винагороди
2008 р. Міжнародна виставка-ярмарок «Вино — Горілка — 2008» (м.Сочі, Росія). За відмінну якість продукції отримали золоті медалі:
- Горілка «Pulse Silver»;
- Горілка «Pulse Activ»;
- Горілка «Артемівська Класична».

Срібні медалі:
- Горілка «Pulse Elit»;
- Горілка «Pulse Classic»;
- Горілка «Артемівська Срібна».

2008 р. ХІІІ міжнародна виставка індустрії напоїв «Alco + Soft 2008’» (м.Київ). За підсумками професійного дегустаційного конкурсу лікеро-горілчаних виробів продукція підприємства була відмічена у наступних категоріях:
- Горілка «Артемівська срібна» — 1 місце серед горілок особливих;
- Горілка «Pulse Silver» — 1 місце серед горілок особливих;
- Горілка «Pulse Activ» — 1 місце серед горілок особливих;
- Горілка «Pulse Elit» — 1 місце серед горілок особливих;
- Горілка «Pulse Classic» — 1 місце серед горілок особливих;
- Горілка «Артемівська Срібна» — 1 місце серед горілок особливих;
- Горілка «Артемівська Класична» — 1 місце серед горілок;
- Бальзам «Артемівський Столітній» — 1 місце серед бальзамів.

2008 р. Міжнародний дегустаційний конкурс «Найкраща водка 2008» / «Best Vodka 2008» (м.Москва, Росія).
- Горілка «Pulse Elit» — золота медаль;
- Горілка «Pulse Activ» — срібна медаль;
- Горілка «Pulse Classic» — срібна медаль;
- Горілка «Артемівська Срібна» — бронзова медаль.